# Anton Budin
Anton Budin, slovenski javni in kulturni delavec, * 31. marec 1902, Miren, † 8. avgust 1991, Jesenice.

## Življenje in delo
Rodil se je v družini kamnoseka Karla Buduna. V Vižmarjah se je izučil mizarskega poklica in po vrnitvi na Primorsko opravljal mizarska dela v različnih delavnicah. Nekaj let je delal tudi v tržiški ladjedelnici. Po 2. svetovni vojni je bil med ustanovitelji in nato do upokojitve obratovodja v mizarskem podjetju Iztok v Mirnu.
Izredno razgibano pa je bilo Budinovo javno delovanje. V mladosti je bil odličen športnik, uvrščal se je v sam vrh goriških telovadcev, še bolj pa mu je bila pri srcu gledališka igra. V takrat zelo znani in uspešni mirenski gledališki skupini je bil vedno med nosilci glavnih vlog. V amaterskem gledališču je nastopal vse do smrti. Bil je tudi predsednik mirenskega Pevskega društva ter aktivno deloval v Krajevni skupnosti. Vedno pa ga je privlačila narava, še posebej naše planine: v 90-em letu življenja se je v njih smrtno ponesrečil. Z bratoma, duhovnikom Ivanon in zborovodjo Venčeslavom je udejanil zgled žlahtnih slovenskih vrednot in tradicij.